# 田町駅

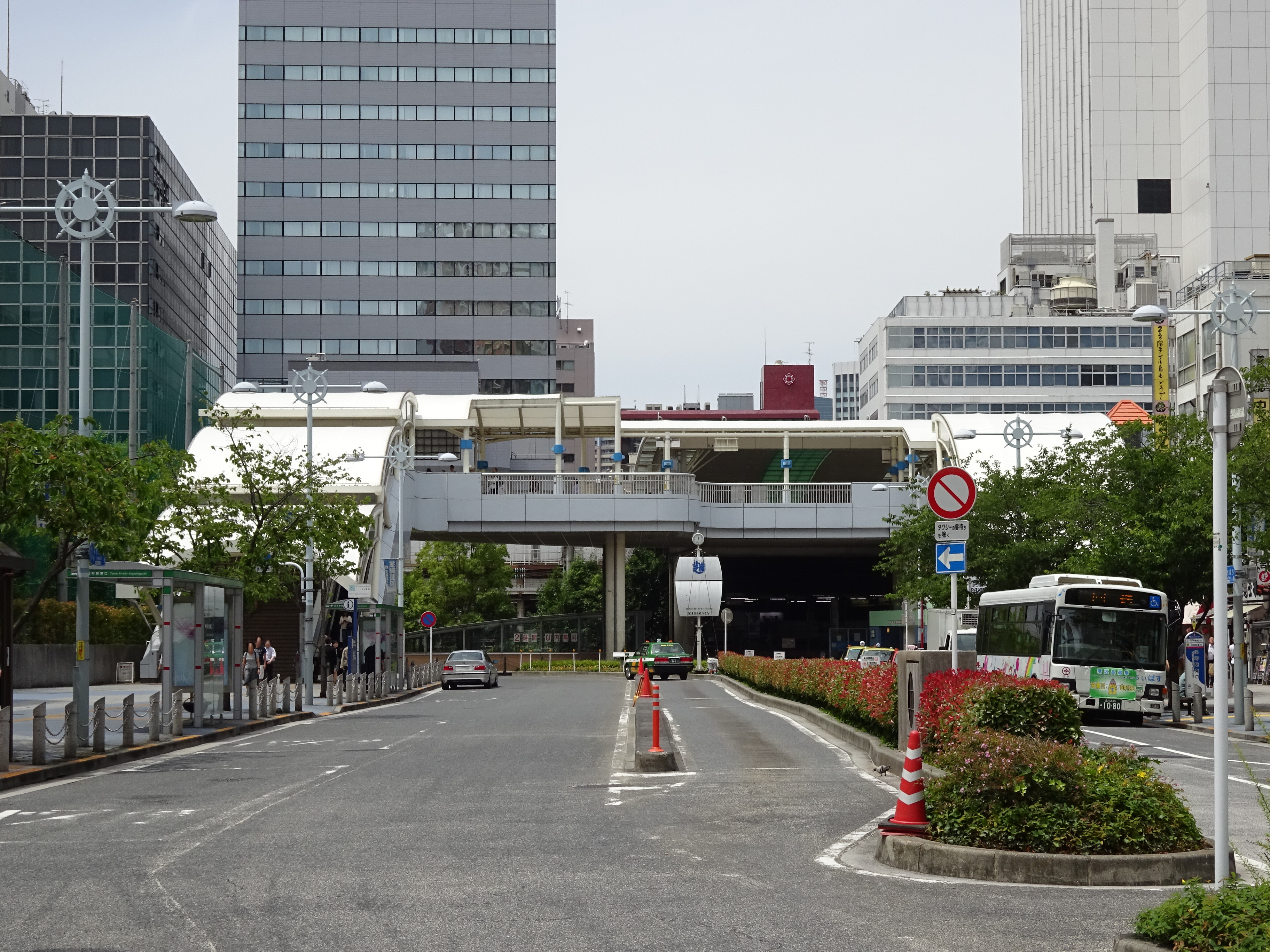
芝浦口（2016年6月）

田町駅（たまちえき）は、東京都港区芝五丁目にある、東日本旅客鉄道（JR東日本）の駅である。

## 乗り入れ路線
線路名称上の所属路線は東海道本線であるが、当駅には電車線を走る京浜東北線電車および山手線電車のみが停車し、列車線を走る東海道線列車は停車せず、旅客案内では「東海道（本）線」とは案内されない。また当駅は、JRの特定都区市内制度における「東京都区内」および「東京山手線内」に属する。駅番号は京浜東北線がJK 22、山手線がJY 27。

## 歴史

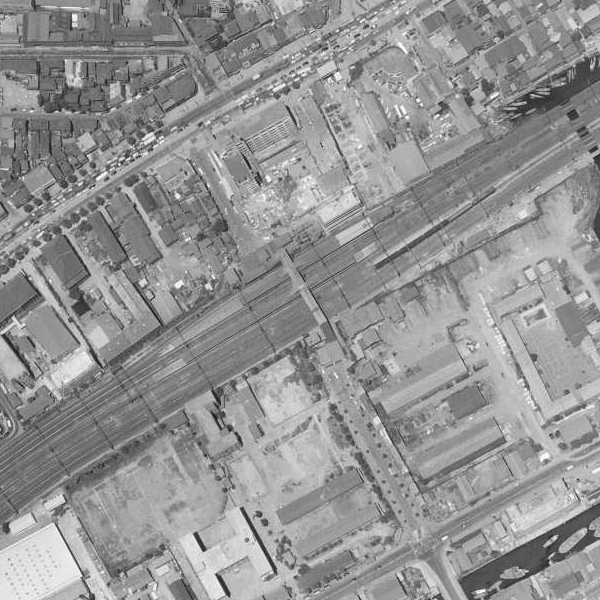
田町駅周辺の白黒空中写真（1963年6月26日撮影）

### 年表
- 1876年（明治9年）12月1日：新橋駅 - 品川駅間の複線化に伴い、芝田町二丁目に田町仮乗降場が開業。新橋 - 品川間の区間列車のみが停車する[4][5]。
- 1877年（明治10年）9月1日：営業成績不振により、新橋 - 品川間の区間列車が廃止され[4]、同時に田町仮乗降場が廃止[5]。
- 1909年（明治42年）12月16日：鉄道院・東海道本線 品川駅 - 烏森駅間の開通と同時に田町駅が開業。旅客営業のみの旅客駅[1]。
- 1926年（大正15年）4月1日：芝浦口を開設[新聞 1]。
- 1932年（昭和7年）7月28日：16時52分、到着していた山手線外回り電車の後部に2両を増結しようとしたところ、ブレーキが効かずに追突する事故が発生。増結車両の運転手1名と乗客6名が重軽傷を負う[新聞 2]。
- 1949年（昭和24年）6月1日：日本国有鉄道が発足。
- 1960年（昭和35年）6月15日：19時50分ごろ、京浜東北線桜木町行き電車が浜松町 - 田町間のレールが破損しているのに気づき停車し車掌らの誘導により乗客が線路上を歩いて田町駅方面へ向かっていたところ、横須賀線東京駅行き電車にはねられ4人が死亡する事故が発生[新聞 3]。
- 1968年（昭和43年）6月21日：都営地下鉄の三田駅が開業し、同駅との連絡運輸を開始。
- 1970年（昭和45年）
  - 3月：橋上化および東西自由通路整備に着手[6][新聞 4]。
  - 5月1日：荷物の取り扱いを廃止[1]。
- 1971年（昭和46年）2月6日：東西自由通路が開通[新聞 4]。
- 1987年（昭和62年）4月1日：国鉄分割民営化に伴い、東日本旅客鉄道（JR東日本）の駅となる[1]。
- 1991年（平成3年）
  - この年：臨時改札口を開設[6]。
  - 9月27日：自動改札機を設置し、使用を開始[7]。
- 2000年（平成12年）：東西自由通路を幅7メートルから16メートルへの拡幅する整備工事に着手[8]。
- 2001年（平成13年）11月18日：ICカード「Suica」の利用が可能となる[報道 1]。
- 2003年（平成15年）
  - 2月8日：拡幅された東西自由通路が開通[8]。
  - 3月16日：工事のため、山手線外回り電車が同日6時30分以降終電まで通過となる[9]。
- 2023年（令和5年）2月28日：みどりの窓口の営業を終了[10][11]。
- 2025年（令和7年）4月19日 - 20日：羽田空港アクセス線の整備における線路切換工事に伴い、山手線および京浜東北線の一部区間が運休[注 1][報道 2]。

### 駅名の由来
田町という駅名は、三田口（西口）周辺一帯に広がっていたかつての町名からとられたものである。『文政町方書上』によると、江戸時代に田畑が町屋へと移り変わったため、田町と呼ばれるようになったという。
明治初期は頭に芝を付けて「芝田町」と呼ばれていた（その後、1911年〈明治44年〉5月に「芝」の冠称が省かれる）。海岸に面した細長い範囲の町で、この海岸線に沿った海上防波堤の上に鉄道が敷設された。
1909年（明治42年）に、この鉄道の新駅として、田町駅が芝田町一丁目に設置された。現在の芝浦口（東口）周辺一帯は当時まだ陸地ではなく、1913年（大正2年）に埋め立てられてから工業地帯へと変貌を遂げた。この芝浦口周辺は新芝町（後の西芝浦一丁目）と名付けられた。
駅名に採用された田町は、港区の発足した1947年（昭和22年）に再び芝田町に町名変更となった。その後、住居表示実施に伴う町名・町域の変更により、1964年（昭和39年）7月に一部が芝五丁目に、1967年（昭和42年）4月に残りの全域が三田三丁目になり、地名としての田町は消滅した。

## 駅構造
島式ホーム2面4線を有する地上駅で、橋上駅舎を有する。
京浜東北線と山手線は、田端駅から当駅まで同一方向の電車で同じ島式ホームを共有する方向別複々線となっている。東京方面から京浜東北線南行（横浜方面）と山手線外回りとの相互乗り換えをする場合、線路別複々線配置となっている南隣の高輪ゲートウェイ駅や品川駅ではなく、当駅で乗り換えることによりホーム間移動が不要となる。そのため、京浜東北線南行と山手線外回りの車内では当駅での乗り換えを促すアナウンスが流れる。
以前は乗降客が非常に多いもののホームが狭く、駅利用者が平日に集中するため、朝のラッシュ時にはホームに人が溢れがちで危険であった。さらには、バリアフリー化に合わせ、エレベーターやエスカレーターの設置の動きがあったが、設置する充分なスペースがなかった。そのため、3・4番線ホームの拡幅、階段の増設・コンコースの増床等の駅構内の改良工事を行い、2004年（平成16年）に完了した。
直営駅である。管理駅でもあるが、当駅は自駅のみの単駅管理となっている。

### のりば
| 番線 | 路線       | 方向   | 行先                 |
| ---- | ---------- | ------ | -------------------- |
| 1    | 京浜東北線 | 北行   | 東京・上野・大宮方面 |
| 2    | 山手線     | 内回り | 東京・上野・巣鴨方面 |
| 3    | 山手線     | 外回り | 渋谷・新宿・池袋方面 |
| 4    | 京浜東北線 | 南行   | 大森・横浜・磯子方面 |

付記事項
- 山手線外回り電車の当駅始発が早朝に2本ある。

かつて浜松町寄りに1 - 4番線への出入りが可能な留置線が1本設置されていた。この留置線は当駅 - 新宿駅 - 田端駅間の列車の運転が行われた時に使用されていたもので、その後も早朝に東京総合車両センターから出庫・回送され当駅始発の山手線外回りとなる列車と、深夜に山手線内回りの品川止まりの列車が東京総合車両センターへ回送・入庫する際の方向転換に使用されていた。京浜東北線で留置線へ入・出庫する定期列車はないが、2019年（令和元年）11月16日に行われた品川駅線路切替工事の際に、この留置線を使用した折り返し運転が実施されている。この留置線は、羽田空港アクセス線（東海道線との直通で山手線や京浜東北線との直通計画はない）建設工事に伴う線路移設・空間確保のため撤去される計画で、2022年（令和4年）3月に代替となる渡り線が山手線の品川寄りに設置されるとともに使用停止となった。

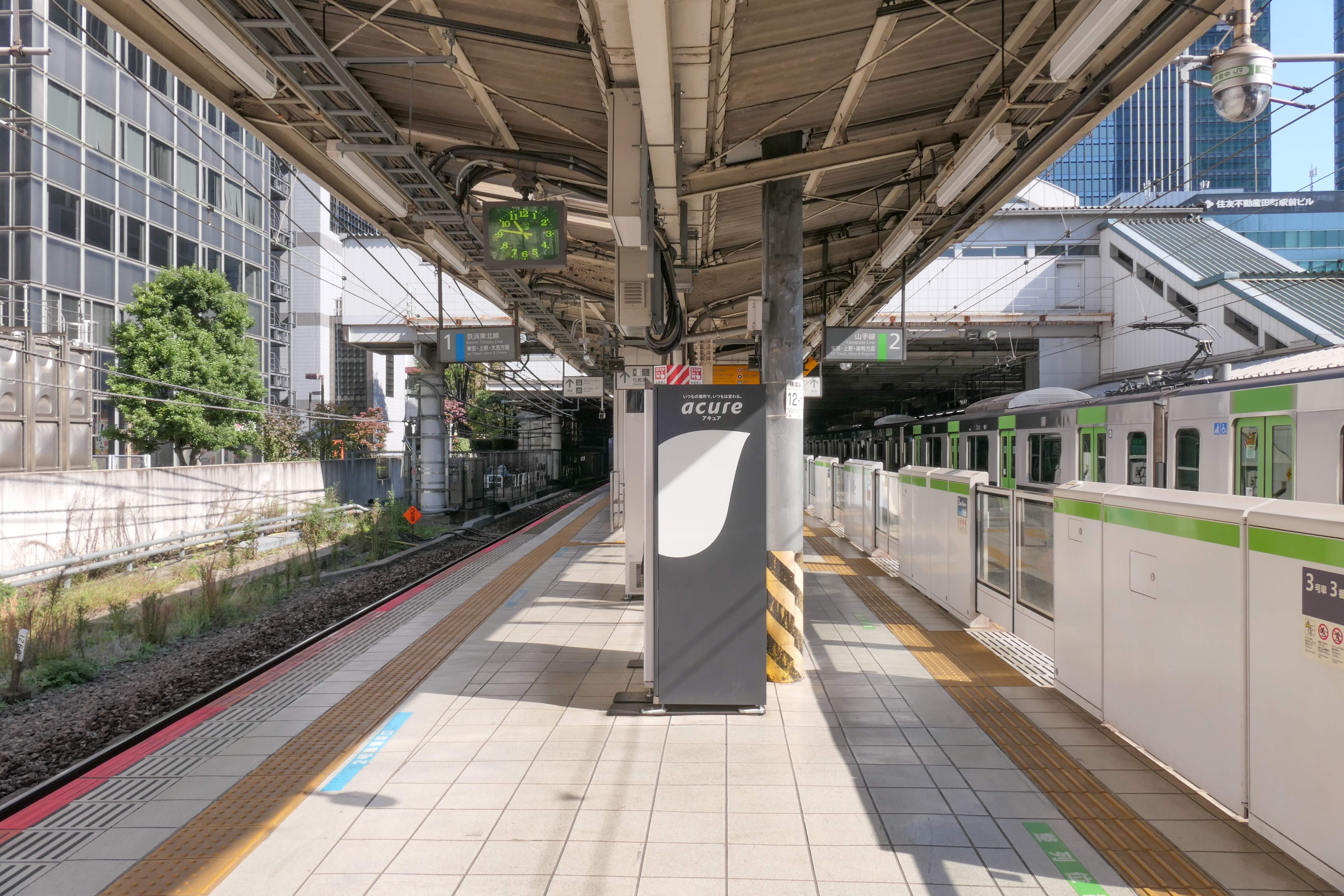
1・2番線ホーム（2021年11月）
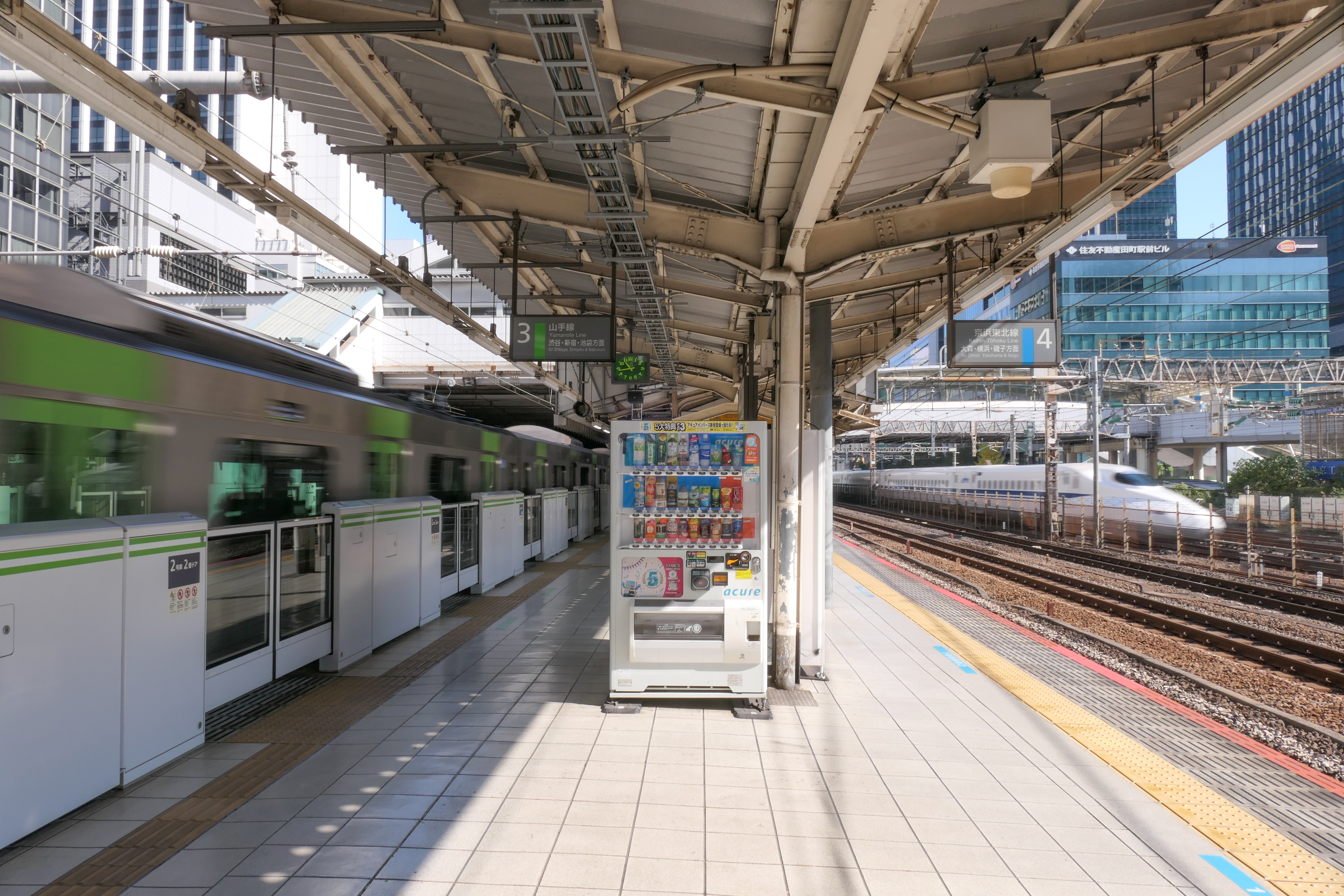
3・4番線ホーム（2021年11月）

### 改札口
- 当駅には北改札口と南改札口の2か所があるが、両改札口は自由通路を挟んで相対している[12]。
- 改良工事が行われる前は、各ホーム品川寄り階段通路から接続する臨時改札口（出口専用）が三田口側地上に設置されていた[6]ほか、ペデストリアンデッキ側に20台以上の自動改札機が並ぶ三田口、三田口のすぐ脇の陸橋側に自動改札機数台が並ぶ芝浦口があった。
- 三田口側に指定席券売機が設置されている[13]。

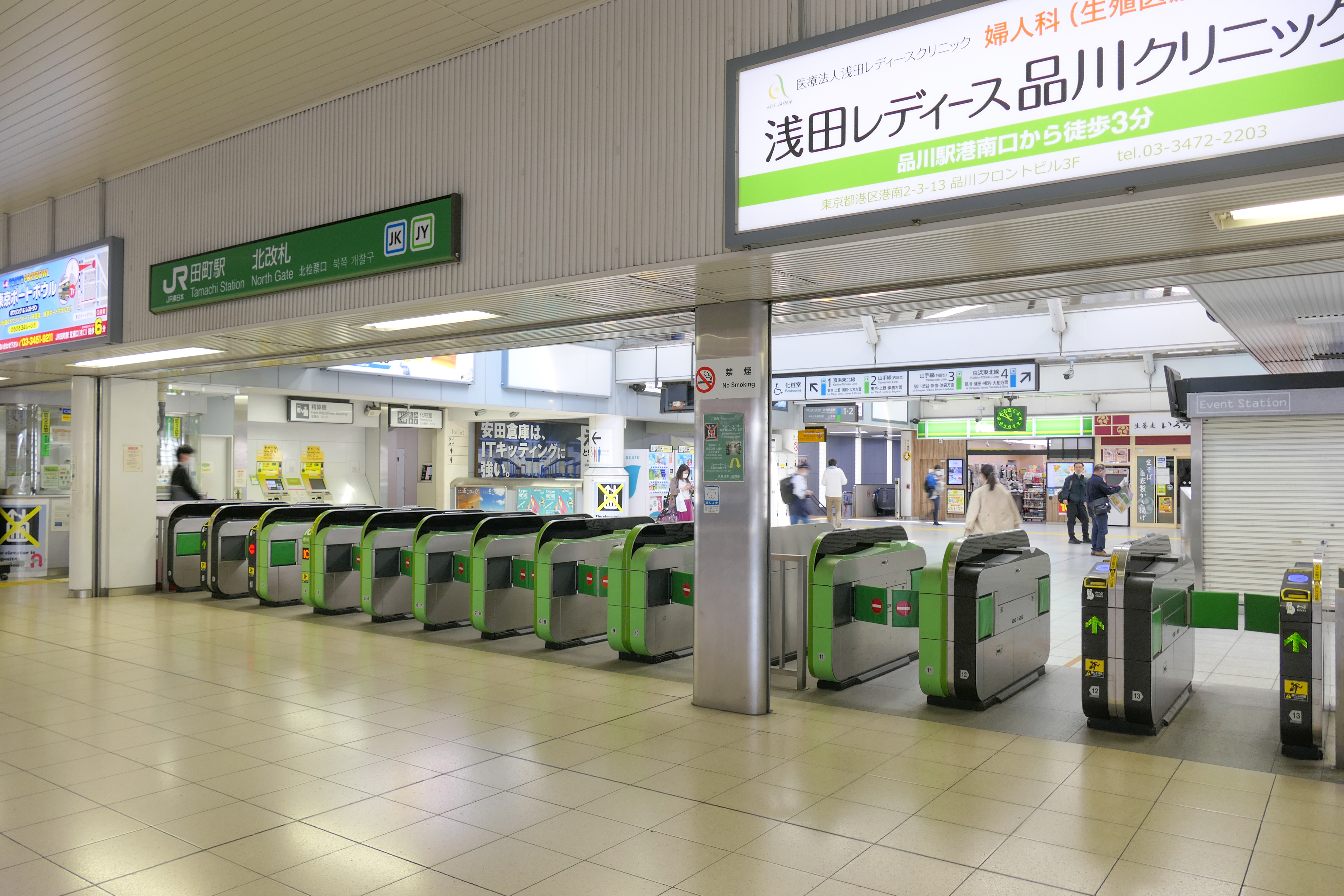
北改札口（2021年11月）
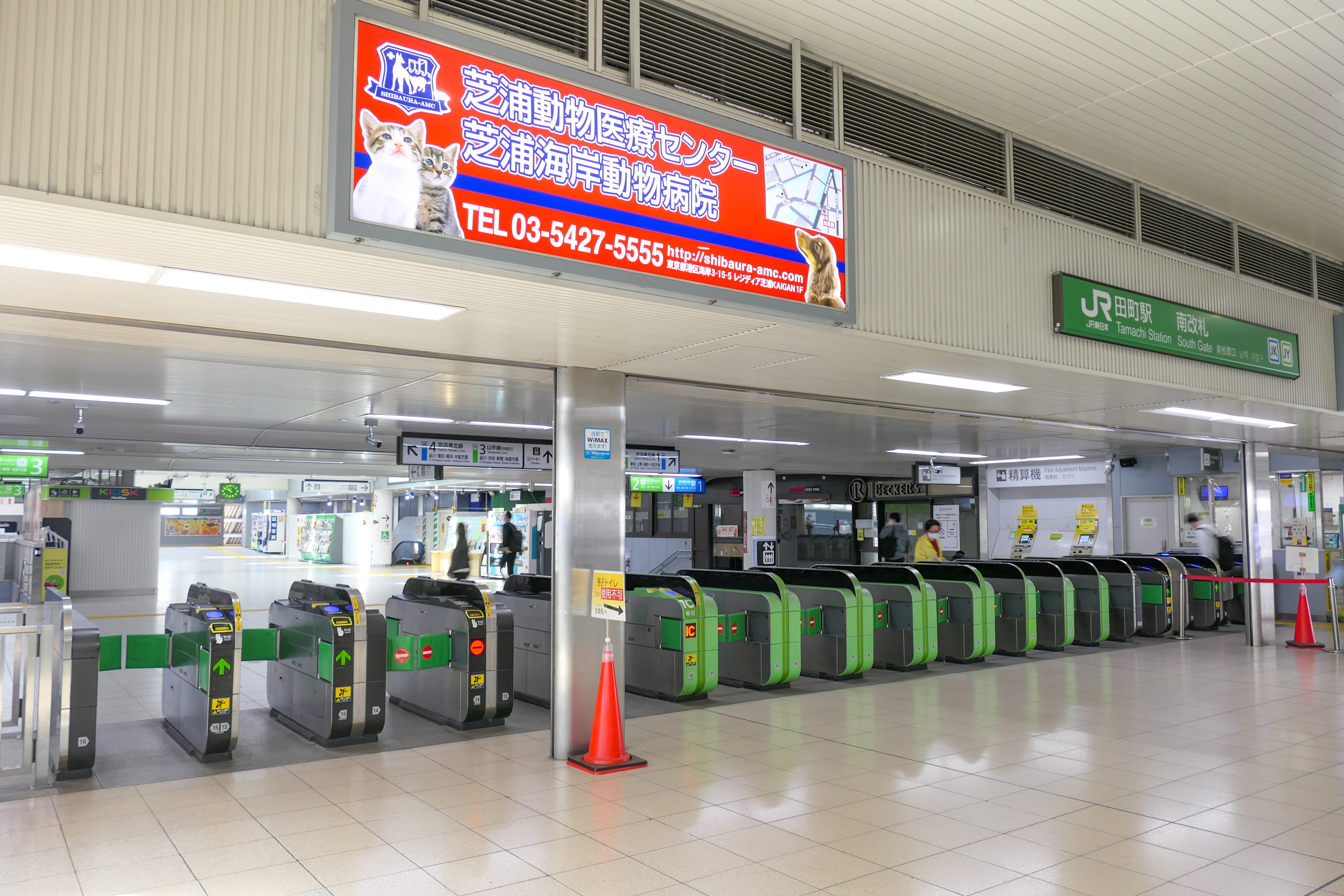
南改札口（2021年11月）
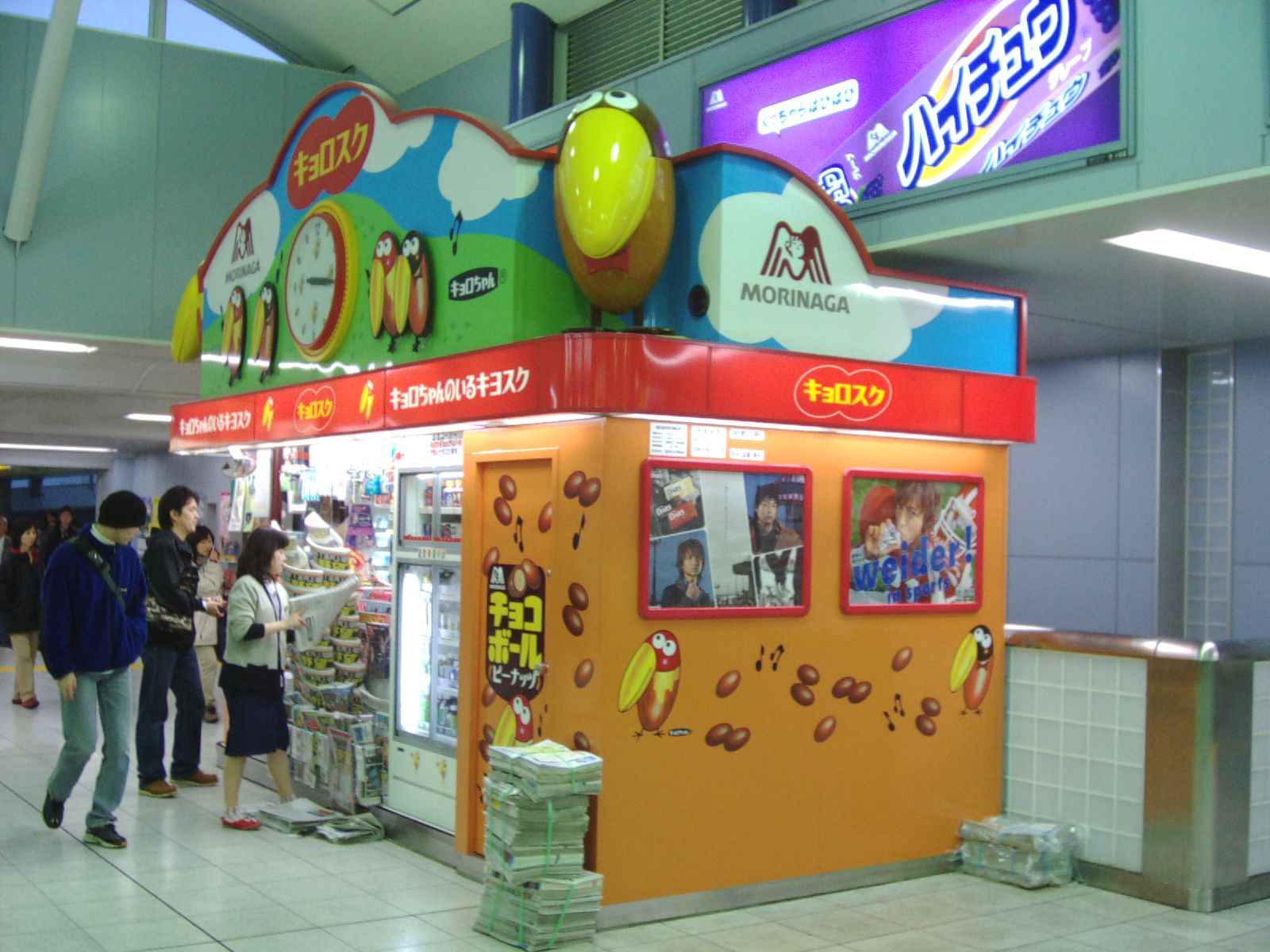
「キョロスク」として営業していたころの売店（2003年11月）

### 駅設備
バリアフリー設備
- 北改札口（エスカレーター）、南改札口（エスカレーター・エレベーター）

トイレ
- 北改札口・南改札口それぞれに車椅子対応タイプも含めて設置されている。

その他
- 芝浦口とそれにつながるペデストリアンデッキは港区が設置したもので、鉄道営業法に定める鉄道用地にはあたらない[8]。駅の看板は、ペデストリアンデッキの入口ではなく駅舎の入口箇所に設置されている。

## 利用状況
2023年度（令和5年度）の1日平均乗車人員は119,356人である。JR東日本の駅の中では、恵比寿駅に次いで第24位である。
1989年度（平成元年度）以降の推移は以下のとおりである。
| 1日平均乗車人員推移 | 1日平均乗車人員推移 | 1日平均乗車人員推移 | 1日平均乗車人員推移 | 1日平均乗車人員推移 | 1日平均乗車人員推移 | 1日平均乗車人員推移 | 1日平均乗車人員推移 | 1日平均乗車人員推移 |
| 年度                | 定期外              | 定期                | 合計                | 前年度比            | 順位                | 出典                | 出典                | 出典                |
| 年度                | 定期外              | 定期                | 合計                | 前年度比            | 順位                | JR                  | 東京都              | 港区                |
| ------------------- | ------------------- | ------------------- | ------------------- | ------------------- | ------------------- | ------------------- | ------------------- | ------------------- |
| 1989年（平成元年）  |                     |                     | 142,071             |                     |                     |                     | [ 都 1 ]            |                     |
| 1990年（平成02年）  |                     |                     | 148,838             |                     |                     |                     | [ 都 2 ]            |                     |
| 1991年（平成03年）  |                     |                     | 153,767             |                     |                     |                     | [ 都 3 ]            |                     |
| 1992年（平成04年）  |                     |                     | 156,556             |                     |                     |                     | [ 都 4 ]            |                     |
| 1993年（平成05年）  |                     |                     | 155,948             |                     |                     |                     | [ 都 5 ]            |                     |
| 1994年（平成06年）  |                     |                     | 154,315             |                     |                     |                     | [ 都 6 ]            |                     |
| 1995年（平成07年）  |                     |                     | 156,615             |                     |                     |                     | [ 都 7 ]            |                     |
| 1996年（平成08年）  |                     |                     | 161,805             |                     |                     |                     | [ 都 8 ]            |                     |
| 1997年（平成09年）  |                     |                     | 164,897             |                     |                     |                     | [ 都 9 ]            |                     |
| 1998年（平成10年）  |                     |                     | 164,578             |                     |                     |                     | [ 都 10 ]           |                     |
| 1999年（平成11年）  |                     |                     | 162,393             |                     | 12位                | [ JR 2 ]            | [ 都 11 ]           |                     |
| 2000年（平成12年）  |                     |                     | 154,714             |                     | 14位                | [ JR 3 ]            | [ 都 12 ]           |                     |
| 2001年（平成13年）  |                     |                     | 149,115             |                     | 15位                | [ JR 4 ]            | [ 都 13 ]           |                     |
| 2002年（平成14年）  |                     |                     | 149,429             |                     | 14位                | [ JR 5 ]            | [ 都 14 ]           |                     |
| 2003年（平成15年）  |                     |                     | 143,215             |                     | 15位                | [ JR 6 ]            | [ 都 15 ]           |                     |
| 2004年（平成16年）  |                     |                     | 141,843             |                     | 17位                | [ JR 7 ]            | [ 都 16 ]           |                     |
| 2005年（平成17年）  |                     |                     | 142,778             |                     | 17位                | [ JR 8 ]            | [ 都 17 ]           |                     |
| 2006年（平成18年）  |                     |                     | 145,240             |                     | 17位                | [ JR 9 ]            | [ 都 18 ]           |                     |
| 2007年（平成19年）  |                     |                     | 154,750             |                     | 16位                | [ JR 10 ]           | [ 都 19 ]           |                     |
| 2008年（平成20年）  |                     |                     | 154,124             |                     | 17位                | [ JR 11 ]           | [ 都 20 ]           |                     |
| 2009年（平成21年）  |                     |                     | 153,982             |                     | 17位                | [ JR 12 ]           | [ 都 21 ]           |                     |
| 2010年（平成22年）  |                     |                     | 149,477             |                     | 17位                | [ JR 13 ]           | [ 都 22 ]           |                     |
| 2011年（平成23年）  |                     |                     | 148,346             |                     | 17位                | [ JR 14 ]           | [ 都 23 ]           |                     |
| 2012年（平成24年）  | 41,948              | 103,776             | 145,724             |                     | 17位                | [ JR 15 ]           | [ 都 24 ]           |                     |
| 2013年（平成25年）  | 41,324              | 103,108             | 144,433             |                     | 17位                | [ JR 16 ]           | [ 都 25 ]           |                     |
| 2014年（平成26年）  | 41,160              | 102,365             | 143,526             |                     | 18位                | [ JR 17 ]           | [ 都 26 ]           |                     |
| 2015年（平成27年）  | 42,657              | 106,176             | 148,834             |                     | 18位                | [ JR 18 ]           | [ 都 27 ]           |                     |
| 2016年（平成28年）  | 43,847              | 108,776             | 152,624             | 2.5%                | 18位                | [ JR 19 ]           | [ 都 28 ]           |                     |
| 2017年（平成29年）  | 44,697              | 110,217             | 154,915             | 1.5%                | 18位                | [ JR 20 ]           | [ 都 29 ]           |                     |
| 2018年（平成30年）  | 45,657              | 110,706             | 156,364             | 0.9%                | 18位                | [ JR 21 ]           | [ 都 30 ]           |                     |
| 2019年（令和元年）  | 44,705              | 114,133             | 158,839             | 1.6%                | 18位                | [ JR 22 ]           | [ 都 31 ]           |                     |
| 2020年（令和02年）  | 26,684              | 76,019              | 102,704             | −35.3%              | 21位                | [ JR 23 ]           | [ 都 32 ]           | [ 港 1 ]            |
| 2021年（令和03年）  | 31,824              | 66,388              | 98,213              | −4.4%               | 24位                | [ JR 24 ]           | [ 都 33 ]           | [ 港 1 ]            |
| 2022年（令和04年）  | 39,103              | 70,192              | 109,296             | 11.3%               | 24位                | [ JR 25 ]           | [ 都 34 ]           | [ 港 1 ]            |
| 2023年（令和05年）  | 43,535              | 75,820              | 119,356             | 109.2%              | 24位                | [ JR 1 ]            |                     |                     |

## 駅周辺
「三田口（西口）」と「芝浦口（東口）」の2か所が設置されている。詳しくは三田、芝（この2つは三田口）、芝浦（芝浦口）をそれぞれ参照のこと。

### 三田口
駅前を交通量の多い第一京浜（国道15号）が通っており、さらに日比谷通りとの交差点にも隣接しているほか、都営三田線や浅草線の三田駅も存在するなど交通の便が良いことから、日本電気、バンダイナムコホールディングスなど大企業の本社やFCAジャパンやスカニアジャパン、アボットジャパンやSBJ銀行などの外資系企業のオフィス、官公施設が点在しており、高層・超高層のビルが多い。とりわけ、日本電気は本社がある「NECスーパータワー」だけでなく、当駅周辺のビルに数多く分散して入居している。
三田口周辺には慶應義塾大学や戸板女子短期大学、普連土学園中学校・高等学校、芝国際中学校・高等学校をはじめとする教育施設も多いため、学生街の様相も呈しており、飲食店など商業施設も集積している。そのためか、都市銀行の大部分の支店は三田口側に集約されている。
また、港区内の他地域と同様にボツワナやクウェート、ハンガリー、イタリアなどの大使館、芝税務署・三田労働基準監督署、港勤労福祉会館・障害者福祉会館などの官公庁および公共施設以外にもセレスティンホテルやアパホテルなどの宿泊施設、寺、神社、教会などの宗教施設が多数存在する。
地形的には、20世紀に入り芝浦口側が埋め立てられるまでは海辺であった駅周辺を離れると丘が多く起伏に富んでおり、やや離れた丘陵地には高級住宅やマンションが多く建っている。さらに近年は三田口側駅近辺にも高層高級マンションがいくつか建設されている。
なお、駅前のロータリーは構造上非常に狭くなっている。その中にタクシー乗り場があるため、一般車両の進入はあまり見られないほか、バス乗り場も第一京浜に面してのみ設けられている。
駅
- 都営地下鉄浅草線・三田線 三田駅 - 三田口徒歩1分[12]。乗換業務は行っているものの、田町駅では案内放送による乗換放送を行っていない。

官公施設
- 芝税務署
- 三田労働基準監督署
- 産業安全会館
- 安全衛生総合会館
- 東京都障害者福祉会館
- 東京消防庁芝消防署三田出張所
- 港区障害保健福祉センター（ひゅーまんプラザ）
- 札の辻スクエア（以下は入居施設）
  - 港区立三田図書館
  - 港区立産業振興センター

大使館
- ハンガリー大使館
- ボツワナ大使館
- イタリア大使館
- クウェート大使館
- モザンビーク大使館

学校
- 慶應義塾大学・中等部・女子高等学校
- 聖徳大学9号館
- 戸板女子短期大学
- 正則高等学校
- 芝国際中学校・高等学校
- 普連土学園中学校・高等学校
- 東京都立三田高等学校
- 三田中学校
- 港区立芝小学校
- 三田幼稚園
- 東京インターナショナルスクール

医療施設
- 慶應義塾三田診療所
- 鈴木胃腸消化器クリニック

宗教施設
- 阿含宗関東別院
- 龍生院
- 御穂鹿島神社
- 蓮乗寺
- 正念寺
- 安楽寺
- 法泉寺
- 西慶寺
- 法音寺
- 御穂神社
- 宗光寺
- 春日神社
- 斉海寺
- 弘法寺
- 仏教伝道センタービル
- キリスト友会日本年会・東京月会

郵便局・銀行・その他金融機関
- 港芝五丁目郵便局
- 港芝四丁目郵便局
- 高輪郵便局
- 三菱UFJ銀行
  - 田町支店
  - 三田支店
- みずほ銀行芝支店
- 三井住友銀行三田通支店
- りそな銀行田町支店
- 三井住友信託銀行芝営業部

宿泊施設
- セレスティンホテル
- アパホテル三田駅前
- ローズステイ東京芝公園（旧：三田会館）
- 春日旅館

企業本社
- 日本電気本社（NEC SUPER TOWER）
- 長谷工コーポレーション本社
- バンダイナムコホールディングス・バンダイナムコエンターテインメント本社
- タツノ本社

観光施設
- 西郷南洲・勝海舟会見の地

その他
- 旧森永プラザビル（2024年〈令和6年〉3月限りで閉鎖、解体後に再開発でビル新築予定）
- 札の辻交差点
- JR東日本労働組合本部
- 三田ステーションビル「アミタ」
- マルエツプチ 三田店
- 建築会館
- 旧笹川記念会館跡地
- 住友不動産東京三田サウスタワー（旧：住友不動産三田ツインビル西館）
  - ラ・トゥール三田
- カテリーナ三田
- 芝パークタワー
- ラーメン二郎三田本店
- 住友不動産東京三田ガーデンタワー
- 田町タワー

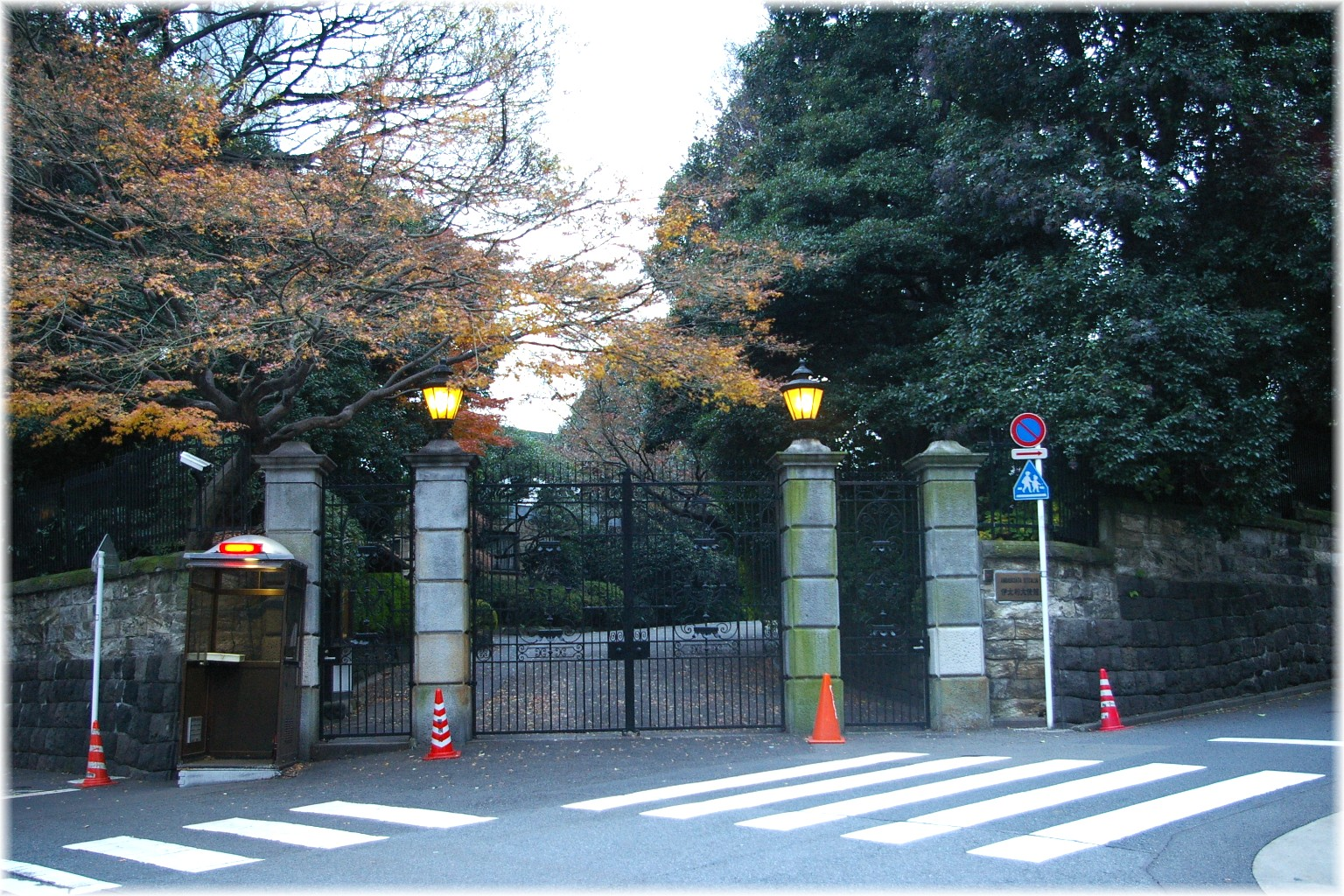
イタリア大使館
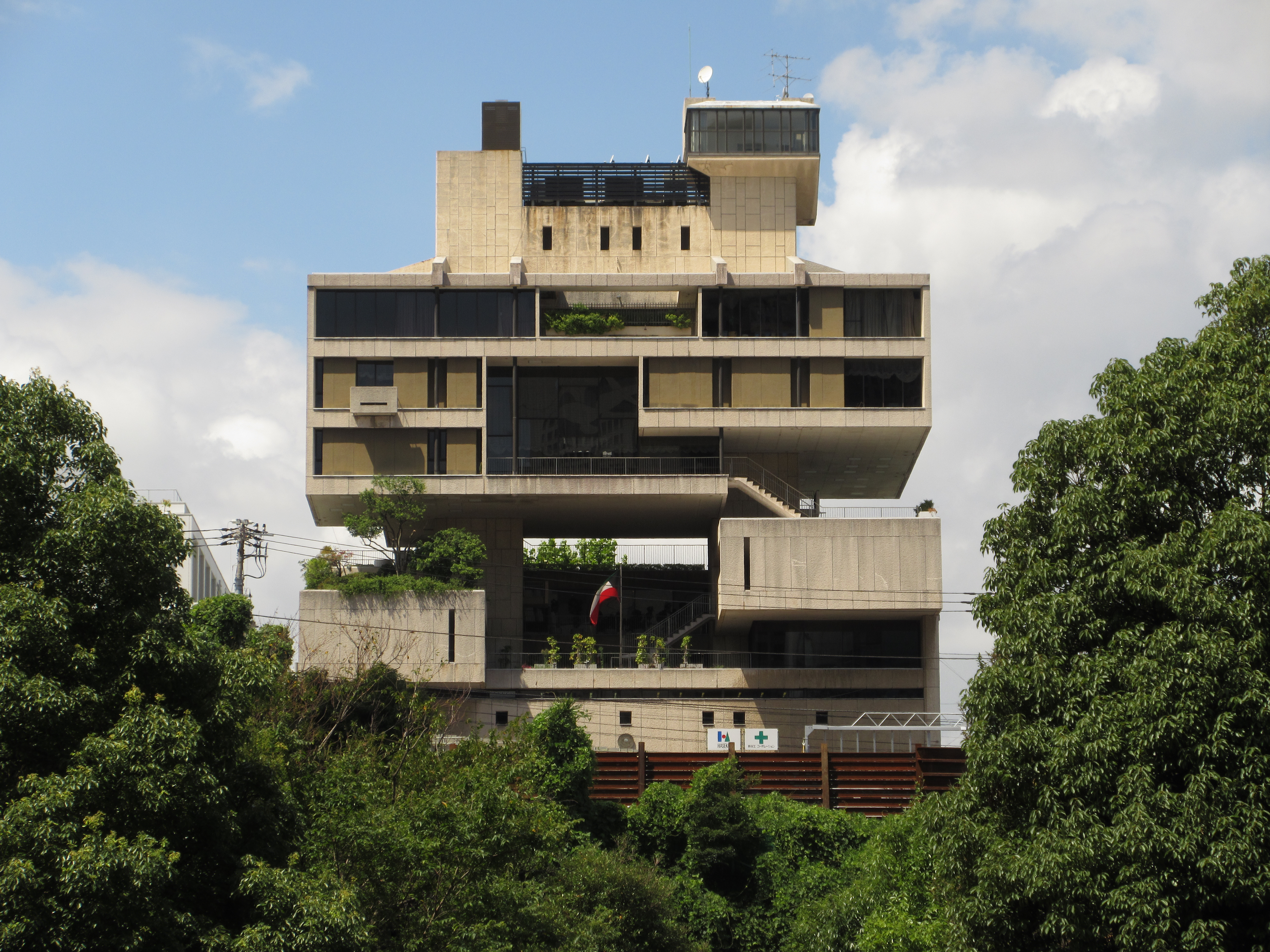
クウェート大使館
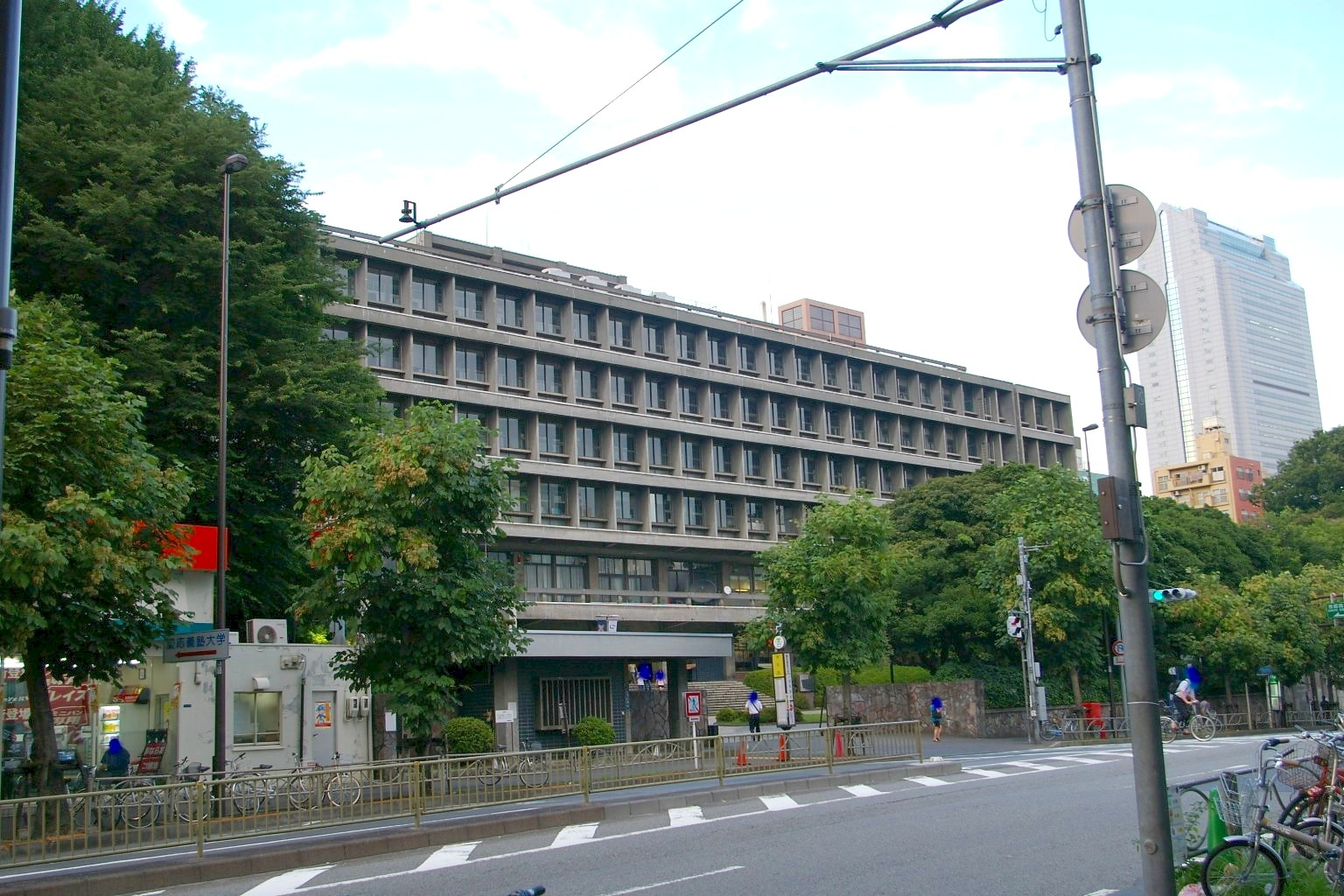
慶應大学三田キャンパス
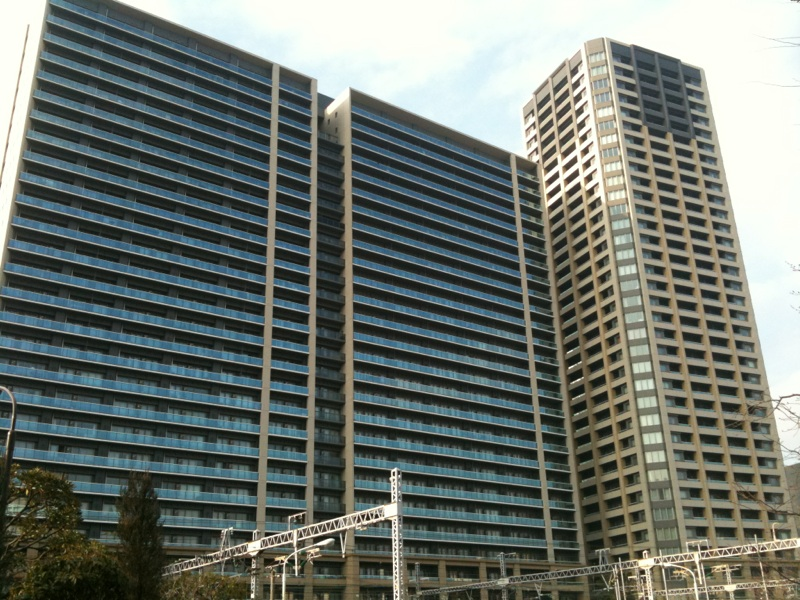
カテリーナ三田

### 芝浦口

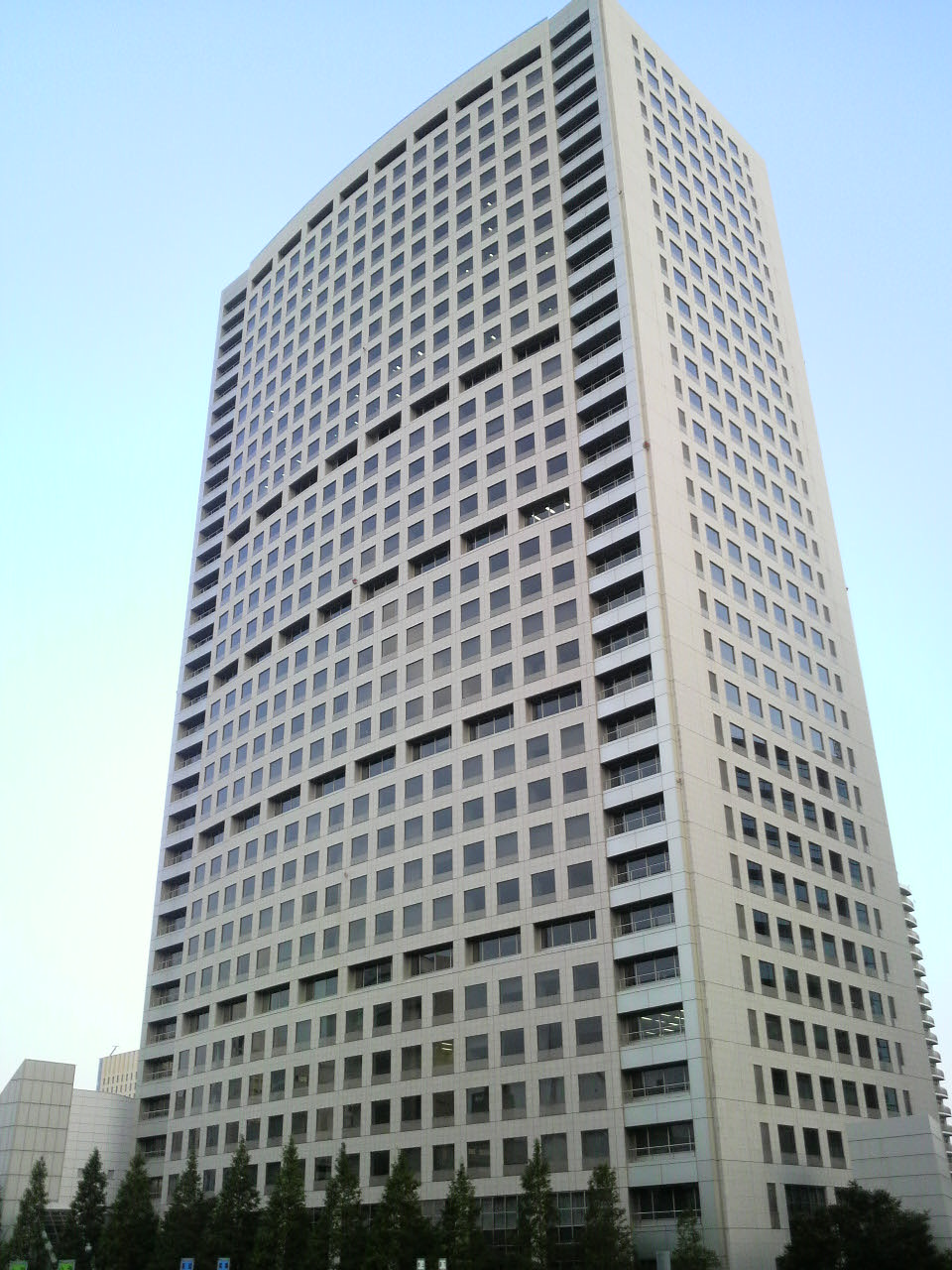
グランパーク

駅開業後の1926年（大正15年）に開設された。当時、田町駅の乗降客数は1日約4万人を数え、その3分の1が芝浦方面の埋立地に建てられた工場の労働者による利用だったため鉄道省が当時の価値で総工費およそ17,000円を投じ、約40坪の改札口が設置された。
芝浦口側は、そのほとんどすべてが20世紀に入って新たに埋め立てられた地であるために、橋梁を除き全体土地が平らで運河も多い。さらに埋立地として新規開発された工業区域であることから、工場や倉庫・オフィスビルなどは多いものの、三田口側には多数存在する諸外国の大使館、寺・神社などの宗教施設は皆無で、官公施設や教育施設も少ない。
一方で、駅前の高層ビル「ムスブ田町」に三菱自動車やキオクシア、ファミリーマートの本社などが移転したほか、工場や倉庫の跡地、新規埋立地に大規模な再開発も進んだことから状況は変わりつつあり、愛育病院が移転してきたほか、新三井製糖の工場や都電車両工場などの跡地に建設された芝浦アイランドなどの大規模な高層マンション群の分譲や、その他の中小マンションの建設が進んだことから住人の数が急激に増えている。
これらの変化を受けて、駅前は2004年（平成16年）に路線バスの乗り入れができるように整備され、都営バスとちぃばすのターミナルとして機能している。また、駅前にあった港区立芝浦小学校は芝浦4丁目へ移転し、東京ガスの跡地にできたみなとパーク芝浦内にスポーツセンターなどが移転した。2008年（平成20年）5月29日には、自由通路先のペデストリアンデッキに、視覚障害者向けの電子情報案内盤をNPOと港区が共同で設置した。案内盤はタッチパネル式で、地図のボタンを押すと目的地までの道順を音声で案内するほか、各種イベント情報なども表示する。
2021年（令和3年）3月1日には、NTT都市開発、鹿島建設、JR東日本、東急不動産の4社が、東京工業大学（現：東京科学大学）より同大学田町キャンパスの土地活用事業者に選定されたことを受けて、同年2月26日付けで東京工業大学と事業協定書を締結したことを発表した。これに伴い、民間施設（事務所、ホテル、商業施設、保育所、産学官連携施設など）や大学施設（教育研究施設、産学官連携施設）を併設した複合施設が建設され、複合施設が2030年（令和12年）6月ごろに開業し、2032年（令和14年）4月ごろにグランドオープンが予定されている。
2024年（令和6年）3月には、それまで三田口の森永プラザビルに入居していた森永製菓の本社が、芝浦口の「森永芝浦ビル」に移転した。
官公施設
- 警視庁三田警察署
- みなとパーク芝浦
  - 芝浦港南地区総合支所
  - 港区立消費者センター
  - 港区立介護予防総合センター「ラクっちゃ」
  - 港区立男女平等参画センター「リーブラ」
  - 港区スポーツセンターなど
- 東京労働局海岸庁舎
- 都下水道局芝浦ポンプ所

学校
- キャンパス・イノベーションセンター東京
- 東京科学大学附属科学技術高等学校[16]
- 港区立芝浦小学校
- 芝浦工業大学芝浦キャンパス

医療施設
- 愛育病院
- 品川シーズンテラス健診クリニック

郵便局・銀行・その他金融機関
- 港芝浦郵便局
- 芝浦海岸通郵便局
- さわやか信用金庫芝浦支店
芝浦口側にあった都市銀行の有人店舗（旧東京三菱銀行・旧富士銀行・旧三和銀行・旧さくら銀行）はすべて三田口側の支店に統合され、現存しない（ATMコーナーのみ残存）。

企業本社
- 三菱自動車工業本社
- 森永製菓本社
- キオクシア本社
- サントリー食品インターナショナル本社
- ヴイエムウェア日本法人本社
- ファミリーマート本社
- THK本社
- トヨタモビリティ東京本社
- マネーフォワード本社
- アッヴィ日本法人本社
- バンダイナムコアミューズメント本社
- TBWA博報堂本社
- あすか製薬本社
- トーセイ本社
- フジエクスプレス本社

宿泊施設
- プルマン東京
- トレストイン
- グレイスリー田町

その他
- 駐輪場
- 港区立伝統文化交流館
- 東京ポートボウル
- グランパークタワー
- トミンハイム海岸3丁目
- 都営芝浦4丁目第2アパート
- グローバルフロントタワー
- 芝浦アイランド
- キャピタルマークタワー
- 住友不動産三田ファーストビル（旧・住友不動産三田ツインビル東館）
  - ヴィラフォンテーヌ 東京三田
- パークタワー芝浦
- 港民主商工会

## バス路線
三田口側に田町駅前、芝浦口側に田町駅東口・田町駅東口前の各停留所がある。なお、この他三田口側に存在する浅草線三田駅前・三田線三田駅前・田町駅西口の各停留所については「三田駅 (東京都)#バス路線」を参照。
| 運行事業者                                    | 系統・行先 | 備考                                                                              |
| 田町駅前                                      | 田町駅前 | 田町駅前                                                                          |
| --------------------------------------------- | --- | --------------------------------------------------------------------------------- |
| 都営バス                                      | 田87：渋谷駅前 |                                                                                   |
| ちぃばす （フジエクスプレス）                 | - 田町ルート：六本木ヒルズ／田町駅東口 - 芝ルート：新橋駅／みなとパーク芝浦 - 高輪ルート：品川駅港南口                |                                                                                   |
| 田町駅東口                                    | |                                                                                   |
| 都営バス                                      | 田92・浜95・田99：品川駅港南口                                                                                        | 「田99」は平日のみ運行                                                            |
| ちぃばす （フジエクスプレス）                 | - 田町ルート：六本木ヒルズ - 芝ルート：新橋駅／みなとパーク芝浦 - 芝浦港南ルート：品川駅港南口 - 車庫発着便：芝浦車庫 |                                                                                   |
| お台場レインボーバス （kmモビリティサービス） | 01：お台場地区循環／品川駅港南口                                                                                      | - 芝浦運河通り上に設置 - 「02」は旧海岸通り上の「芝浦三丁目（田町駅入口）」に停車 |
| - フジエクスプレス - 岩手県北自動車           | 岩手きずな号：盛岡・二戸・久慈                                                                                        | 芝浦車庫始発・終着                                                                |
| 田町駅東口前                                  | |                                                                                   |
| 都営バス                                      | - 田92：品川駅港南口／田町駅東口 - 浜95：品川駅港南口／東京タワー - 田99：田町駅東口                                  | - 芝浦運河通り上に設置 - 「田99」は平日のみ運行                                   |

## その他
戦前、国鉄では品川 - 東京間に複線を増設し、京浜東北線の急行（快速に相当）と横須賀線を走らせる「京浜急行線計画」が存在していた。その計画では当駅東京寄りの内側線が留置線となっており、京浜東北線・山手線ともに外側線を走行し、田町 - 浜松町間で京浜急行線が内側に合流する形となっていた。この計画は対米戦により中止されたが、のちに京浜東北線と山手線の分離運転工事（『東京縦貫複々線化工事』という）に活用された。この「京浜急行線計画」は現在の京浜急行電鉄とは無関係で、当時は「京浜電気鉄道」という社名だった。
電報略号はチタが付与されている。なお、「タマ」は高浜駅に、「タチ」は立川駅にそれぞれ付与されている。

## 隣の駅
東日本旅客鉄道（JR東日本）
 京浜東北線
■快速・■各駅停車
浜松町駅 (JK 23) - 田町駅 (JK 22) - 高輪ゲートウェイ駅 (JK 21)
 山手線
浜松町駅 (JY 28) - 田町駅 (JY 27) - 高輪ゲートウェイ駅 (JY 26)

### 記事本文